# A Blue Ribbon Mutt
A Blue Ribbon Mutt è un cortometraggio muto del 1920 sceneggiato e diretto da Charles Reisner.

## Produzione
Il film fu prodotto dalla Century Film.

## Distribuzione
Distribuito dall'Universal Film Manufacturing Company, il film - un cortometraggio in due bobine - uscì nelle sale cinematografiche USA il 3 novembre 1920.